# Огибаловский (платформа)
Огиба́ловский — остановочный пункт Приволжской железной дороги на  
линии Ртищево — Саратов, расположен в Екатериновском районе Саратовской области.

## Деятельность
Грузовые и пассажирские операции не производятся.